# Korsknap (slægt)
Korsknap (Glechoma) er en slægt med 12 (muligvis kun 2) arter af urteagtige planter, der er udbredt i Centralasien, Kaukasus, Lilleasien og Europa, herunder også i Danmark. Stænglerne er rodslående fra bladfæsterne, hvor der også dannes mængder af grovtandede og hårklædte blade. Blomsterne er uregelmæssige og to-læbede, og de sidder i bladhjørnerne. Slægten er nært beslægtet med Katteurt, Galtetand og Brunelle. Her omtales kun den ene art, som er vildtvoksende i Danmark.
| Arter |

- Korsknap (Glechoma hederacea)

## Note
1. ↑  Se hos Germplasm Resources Information Network: Glechoma (Webside ikke længere tilgængelig) (engelsk)